# Lea Debeljak
Lea Debeljak (Lubiana, 25 ottobre 2001) è una cestista slovena.

## Carriera
Con la Slovenia ha disputato i Campionati europei del 2021.